# Venturia porteri
Venturia porteri là một loài tò vò trong họ Ichneumonidae.